# Twin Sisters Lookout
 (décembre 2023).
Si vous disposez d'ouvrages ou d'articles de référence ou si vous connaissez des sites web de qualité traitant du thème abordé ici, merci de compléter l'article en donnant les références utiles à sa vérifiabilité et en les liant à la section « Notes et références ».
Le Twin Sisters Lookout est un édicule américain dans le comté de Larimer, dans le Colorado. Construit en pierre naturelle par le Service des forêts des États-Unis en 1914, il est acheté par le National Park Service en 1925, étant situé à la bordure de la forêt nationale de Roosevelt et du parc national de Rocky Mountain depuis la création de ce dernier en 1915.
Le Twin Sisters Lookout sert de logement au personnel chargé d'une tour de guet contre les incendies jusqu'au démantèlement de cette tour en 1969. Inscrit au Registre national des lieux historiques depuis le 24 décembre 1992, il fait désormais office de local technique pour une antenne-relais, ce qui lui vaut d'être également appelé Twin Sisters Radio Shack.